# Ducesa Maria de Mecklenburg
Ducesa Maria de Mecklenburg (Victoria Marie Augustine Louise Antoinette Caroline Leopoldine; 8 mai 1878 – 14 octombrie 1948) a fost fiica cea mare a lui Adolphus Frederic al V-lea, Mare Duce de Mecklenburg și a Prințesei Elisabeth de Anhalt.

## Primii ani
Când era tânără, Maria a rămas însărcinată cu un servitor de la palat. Servitorul, un bărbat însurat pe nume Hecht, era responsabil cu oprirea luminii în dormitoarele copiilor Marelui Duce. Câțiva verișori ai Mariei, printre care și viitorul rege George al V-lea al Regatului Unit și Wilhelm al II-lea al Germaniei, au crezut că Maria a fost "hipnotizată", în timp ce regina Victoria a Regatului Unit a crezut că Maria a fost "drogată".
Hecht a fost concediat. Procesul său ulterior împotriva familiei Marelui Duce a făcut public detaliile poveștii. Povestea apărea în paginile ziarelor zi de zi.
Maria a născut o fetiță în 1898; ea a fost crescută sub protecția bunicii Mariei, Marea Ducesă Augusta de Mecklenburg-Strelitz (născută Augusta de Cambridge).

## Prima căsătorie
Maria a mers în Franța unde l-a întâlnit pe contele George Jametel (1859–1944), fiul unui producător de medicamente; el primise titlul de conte de la Papa Leon al XIII-lea în 1886. Maria și George s-au căsătorit la 22 iunie 1899 la capela catolică Sf. Elisabeta din Richmond Park, la casa din Londra a mătușii Mariei, Ducesa de Teck. În aceeași zi a avut loc și o ceremonie anglicană la biserica parohială din Kew.
În ciuda faptului că a fost o căsătorie morganatică, mai mulți membri ai familiei Mariei au participat la nuntă inclusiv bunicii, părinții și trei frați.
Maria și George au primit de la tatăl Mariei o mare sumă de bani (200.000 de $). Cuplul a locuit la Paris și au avut doi copii:
- Contele George Jametel (3 februarie 1904 - 1982)
- Contesa Marie Auguste Jametel (11 septembrie 1905 – 24 septembrie 1969)

Soțul Mariei a avut câteva aventuri, dintre care cea mai faimoasă a fost cea cu prințesa căsătorită, Infanta Eulalia a Spaniei.  În ianuarie 1908, Maria a completat actele de divorț.  În august, fratele mai mic al Mariei în vârstă de 19 ani, Ducele Karl Borwin de Mecklenburg, a decis să apere onoarea surorii sale și l-a provocat pe George la duel, duel în care ducele Karl a fost ucis.  Maria și George au divorțat la 31 decembrie 1908. Pierzând averea în timpul divorțului, Maria și-a reluat titlul de Mecklenburg și a locuit la Blasewitz, Dresda.

## A doua căsătorie
La 11 august 1914, la Neustrelitz, Maria s-a căsătorit cu Prințul Julius Ernst de Lippe (1873–1952), al treilea fiu al contelui Ernst de Lippe-Biesterfeld. După căsătorie, Maria și Julius au locuit la Blasewitz. Au avut doi copii:
- Prințesa Elisabeth de Lippe (n. 23 ianuarie 1916), căsătorită cu Prințul Ernst-August de Solms-Braunfels
- Prințul Ernst August de Lippe (1 aprilie 1917 – 15 iunie 1990) pretendent al Șefiei Casei de Lippe.

Maria a murit la vârsta de 70 de ani la Oberkassel în apropiere de Bonn. A fost înmormântată lângă cel de-al doilea soț, în mausoleul familiei Lippe la Catedrala Heisterbach. 